# Hermann Goßler

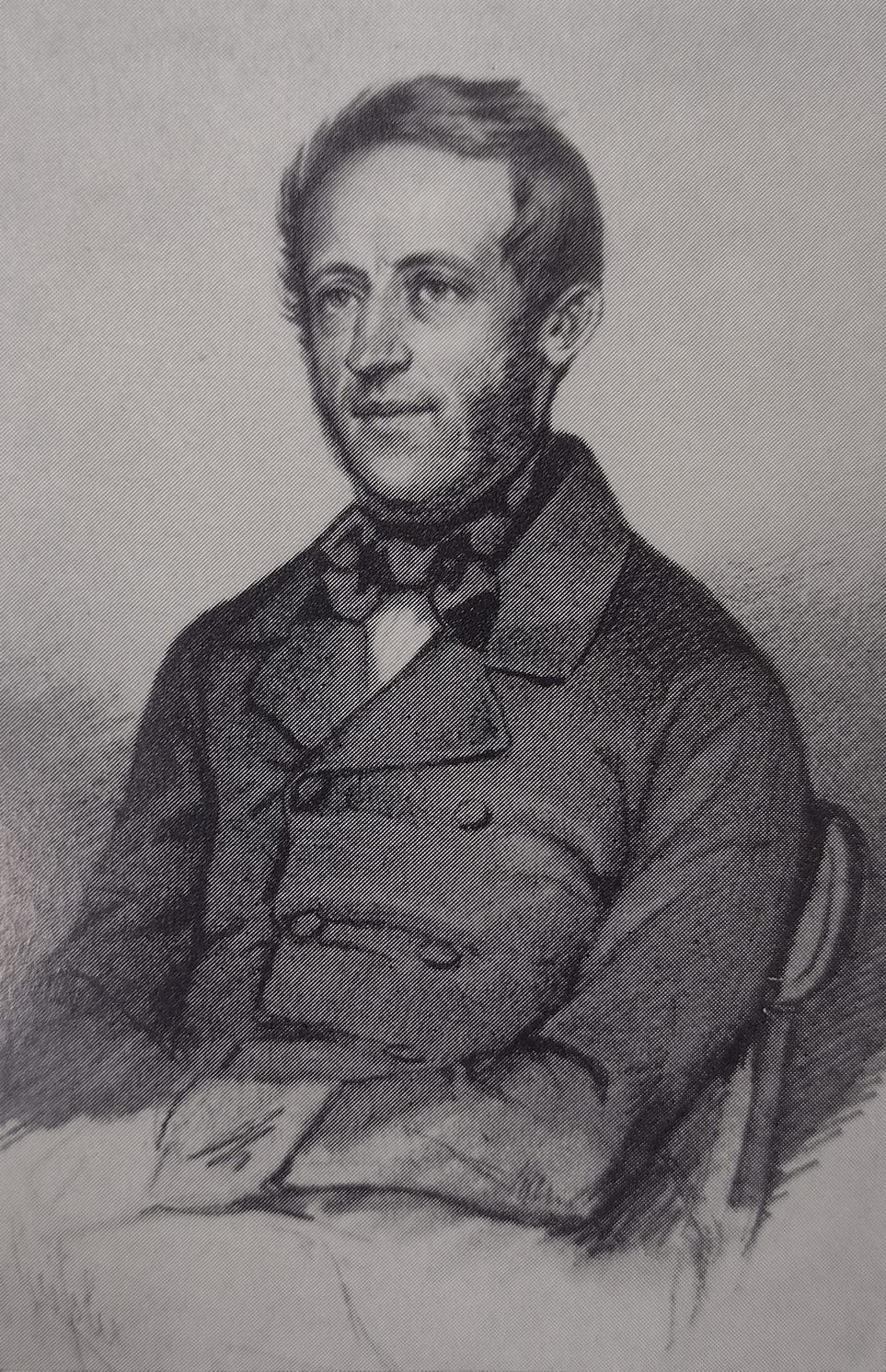
Hermann Goßler

Hermann Goßler (* 21. August 1802 in Hamburg; † 10. Mai 1877 ebenda) war ein deutscher Anwalt, Hamburger Senator und Bürgermeister. Er war Mitglied der Hanseatenfamilie Goßler.

## Herkunft und Familie

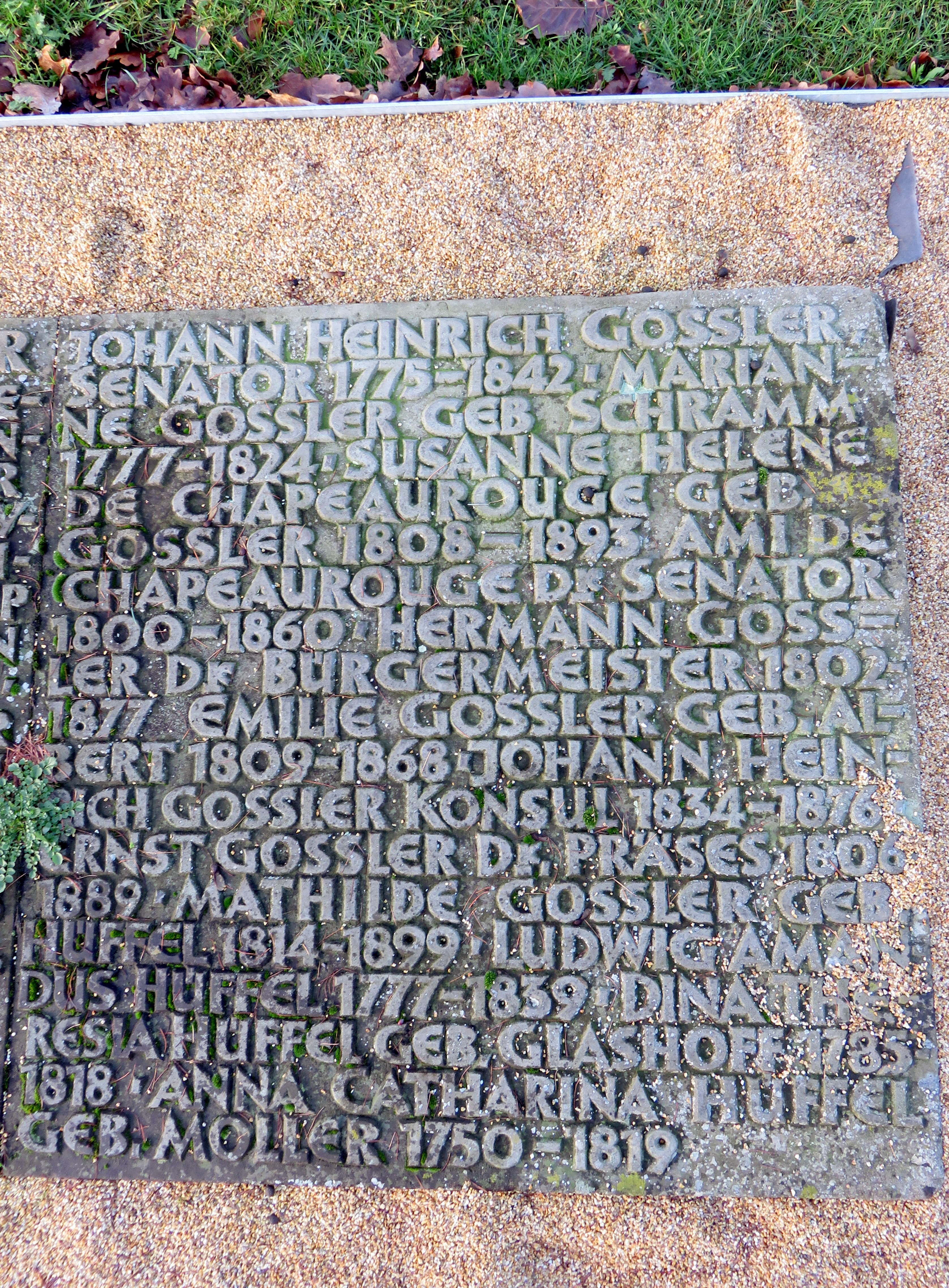
„Hermann Gossler Dr. Bürgermeister“, Friedhof Ohlsdorf

Goßler war ein Sohn von Johann Heinrich Goßler (1775–1842), Hamburger Ratsherr und Mitinhaber des Handelshauses Joh. Berenberg, Gossler & Co. Seine Brüder Johann Heinrich Goßler (1805–1879) und Wilhelm Goßler führten die Firma fort. Johann Heinrich Goßler (1805–1879) war der Großvater von John von Berenberg-Gossler. Seine Tochter Emilie (Emmy) Helene Goßler (* 1. März 1838 † 15. April 1910) heiratete am  27. April 1855 Heinrich Kaemmerer.

## Leben und Politik
Goßler wuchs in Hamburg auf und studierte ab 1822 Rechtswissenschaften in Göttingen und Heidelberg, wo er 1826 zum Dr. iur. promoviert wurde. Er ließ sich 1826 in Hamburg als Anwalt nieder und praktizierte bis 1837, daneben engagierte er sich zeitweise auch als Armenpfleger. Am 5. Mai 1837 wurde er zum Ratssekretär berufen und amtierte von 1838 bis 1842 als Sekretarius des Obergerichts (die juristisch geschulten Ratsherren bildeten damals auch das Hamburgische Obergericht; die Trennung von Senat und Gericht erfolgte erst mit der Senatsreform 1860). Kurz nach dem Hamburger Brand, am 1. Juni 1842 wurde Goßler, vergleichsweise jung, in den Hamburger Senat gewählt, dem er bis zu seinem Tode angehörte. Goßler hatte während seiner Zeit im Senat sehr viele unterschiedliche Posten, von 1848 bis 1853 war er beispielsweise Polizeiherr (Innensenator). Für die Jahre 1870, 1871 und 1873 wurde er zum Zweiten Bürgermeister gewählt, und 1874 amtierte er als Erster Bürgermeister.
An Goßler wird auf der Doppelsammelgrabplatte Familie Gossler des Althamburgischen Gedächtnisfriedhofs, Friedhof Ohlsdorf, erinnert.